# Pentaschistis pictigluma
Pentaschistis pictigluma är en gräsart som först beskrevs av Ernst Gottlieb von Steudel, och fick sitt nu gällande namn av Pilg.. Pentaschistis pictigluma ingår i släktet Pentaschistis och familjen gräs. IUCN kategoriserar arten globalt som nära hotad.

## Underarter
Arten delas in i följande underarter:
- P. p. gracilis
- P. p. minor